# 민규현
민규현(閔奎鉉, 1900년 12월 4일 ~ 1934년 9월 30일)은 일제강점기의 조선귀족이다. 본관은 여흥, 본적은 경성부 입정정(笠井町)이며 남작 민철훈의 양자인 민재의(閔載禕)의 아들이다.

## 생애
민철훈의 양자로 입적한 아버지 민재의(閔載禕)가 일찍 사망하자 1924년 3월 1일에 일본 정부로부터 귀족 사자(嗣子)로서 종5위에 서위되었다. 1925년 9월 15일에는 자신의 양조부였던 민철훈이 받은 남작 작위를 승계받았다. 1928년 11월 16일에는 일본 정부로부터 쇼와대례기념장을 받았다. 그의 작위는 아들 민태곤, 민태윤이 차례대로 습작했다.
민족문제연구소의 친일인명사전 수록자 명단의 수작/습작 부문, 친일반민족행위진상규명위원회가 발표한 친일반민족행위 705인 명단에 포함되었다.

## 참고자료
- 친일반민족행위진상규명위원회 (2009). 〈민규현〉. 《친일반민족행위진상규명 보고서 Ⅳ-5》. 서울. 497~499쪽.